# بلايند بوي فاولر
بلايند بوي فاولر (بالإنجليزية: Blind Boy Fuller) هو موسيقي وعازف قيثارة ومغني أمريكي، ولد في 10 يوليو 1907 في مقاطعة أنسون في الولايات المتحدة، وتوفي في 13 فبراير 1941 في درم في المملكة المتحدة.

## وصلات خارجية
- بلايند بوي فاولر على موقع الموسوعة البريطانية (الإنجليزية)
- بلايند بوي فاولر على موقع ميوزك برينز (الإنجليزية)
- بلايند بوي فاولر على موقع أول ميوزيك (الإنجليزية)
- بلايند بوي فاولر على موقع ديسكوغز (الإنجليزية)